# The Thousandfold Epicentre
The Thousandfold Epicentre ist das zweite Album von The Devil’s Blood. Es erschien 2011 bei Ván Records/Soulfood.

## Musikstil
Bei der Aufnahme von The Thousandfold Epicentre kombinierten The Devil’s Blood erneut mit kräftigen Gitarren gespielten Hard Rock mit psychedelischen Elementen. So verwendeten sie Orgeln (Fire Burning), aber auch orchestrale Passagen, wie beim Intro des Titelstücks.

## Rezeption
Im Magazin Metal Hammer wurde das Album zum Album des Monats gekürt. Jacob Kranz vergab 7 von 7 möglichen Punkten. Ebenso wurde das Album im Magazin Rock Hard Album des Monats. Götz Kühnemund vergab 9,5 von 10 Punkten und schrieb: „The Thousandfold Epicentre hat alles, was eine klassische Rockplatte haben kann“. Auf metal.de variierten die Bewertungen der Redakteure zwischen 5 und 9 Punkten. Holger True nannte The Thousandfold Epicentre im Hamburger Abendblatt ein „Album wie in einem Rausch“ und sprach von einer „suchterzeugenden Mixtur“ aus Psychedelic Rock und „melodieverliebtem Power Metal“. Thomas L. von Nonpop lobte das Album als „konsequente Fortsetzung“ des Vorgängers, die Band sei sich „glücklicherweise absolut treu geblieben“ und Veränderungen „allenfalls im Detail“ vorgenommen.

## Titelliste
1. Unending Singularity
2. On the Wings of Gloria
3. Die the Death
4. Within the Charnel House of Love
5. Cruel Lover
6. She
7. The Thousandfold Epicentre
8. Fire Burning (Text: Tommie Eriksson)
9. Everlasting Saturnalia (geschrieben von Rob Oorthuis)
10. The Madness of Serpents
11. Feverdance